# Gollania philippinensis
Gollania philippinensis là một loài Rêu trong họ Hypnaceae. Loài này được (Broth.) Nog. mô tả khoa học đầu tiên năm 1962.